# Джулія Гіршберг
Джулія Гіршберг (Julia B. Hirschberg; нар. 1947) — американська інформатикиня, фахівчиня з комп'ютерної лінгвістики. Доктор, професор Колумбійського університету, член Американського філософського товариства (2014) і Національної інженерної академії США (2017).

## Життєпис
Здобула два докторські ступені (PhD) — з інформатики (комп'ютерних наук) у Пенсильванському університеті і з історії в Мічиганському університеті. Від 1985 по 2003 рік працювала в Bell Labs і AT&T, засновниця дослідного відділу з людино-комп'ютерного інтерфейсу.
Від 2002 року викладачка Колумбійського університету, від 2012 до 2018 року завідувачка кафедри інформатики (комп'ютерних наук), нині його іменна професорка (Percy K. and Vida L. W. Hudson Professor) інформатики (комп'ютерних наук).
Від 1993 до 2003 року шеф-редакторка журналу Computational Linguistics, протягом 2003—2006 років — співголовред Speech Communication, нині член редколегії в останньому.
Член Американської академії мистецтв і наук (2018). Фелло AAAI (від 1994) і ISCA (від 2008), ACM (2015) та IEEE (2017), фелло-засновник ACL (від 2011). Почесна член Association for Laboratory Phonology (2014).
Нагороди та відзнаки
- Почесний доктор, стокгольмський Королівський технологічний інститут (2007)
- Columbia Engineering School Alumni Association (CESAA) Distinguished Faculty Teaching Award (2009)
- IEEE James L. Flanagan Speech and Audio Processing Award[en] (2011)
- Медаль ISCA за наукові досягнення (2011)
- Janette and Armen Avanessians Diversity Award (2018)